# Czesław Kordziński
Czesław Kordziński (ur. 1923 w Wilnie, zm. 20 listopada 1988 w Krakowie) – polski inżynier, specjalista w dziedzinie silników spalinowych.

## Życiorys
Uczęszczał do Gimnazjum im. Stanisława Staszica w Warszawie. Po wybuchu II wojny światowej trafił do Rumunii, gdzie zdał maturę i podjął studia na politechnice w mieście Timișoara. Po wojnie powrócił do Polski i dokończył studia wyższe z tytułem inżyniera o specjalności lotniczej na Wydziale Komunikacji Akademii Górniczej w Krakowie. W pracy naukowej skupił się na tematyce silników spalinowych o zapłonie iskrowym. Od 1948 był pracownikiem naukowym w Katedrze Silników Spalinowych na AG. Uzyskał tytuły naukowe doktora nauk technicznych w 1959 i doktora habilitowanego w 1961. Awansował od stanowiska asystenta do docenta i kierownika (1961-1953) Katedry Silników Spalinowych na Politechnice Krakowskiej. Został zastępcą dyrektora powołanego w 1970 Instytutu Pojazdów Samochodowych i Silników Spalinowych Politechniki Krakowskiej. Od 1970 do 1988 pełnił funkcję kierownika Zakładu Silników Spalinowych z Silnikiem Iskrowym. W 1973 mianowany profesorem nadzwyczajnym. Od 1983 do 1985 kierował Centrum Uczelniano-Przemysłowego. W 1986 uzyskał tytuł profesora zwyczajnego
Publikował prace w zakresie swojej działalności naukowej, był członkiem rad naukowych. Od 1965 do 1987 współpracował w punkcie konsultacyjnym przy Sanockiej Fabryce Autobusów „Autosan” w Sanoku.
Zmarł 20 listopada 1988 w Krakowie. Został pochowany 25 listopada 1988 na tamtejszym cmentarzu Rakowickim (kwatera LXXIV, rząd 11, miejsce 2).

## Publikacje
- Silniki spalinowe z wytryskiem paliwa lekkiego (1958)
- Zagadnienie sprowadzania pomiarów mocy i zużycia paliwa silników spalinowych bez doładowania do warunków normalnych (1961)
- Zwiększanie osiągów silników do samochodów i motocykli (1961)
- Silniki dwusuwowe z zapłonem iskrowym (1963)
- Układy wylotowe szybkobieżnych silników spalinowych (1964)
- Zwiększanie osiągów silników do samochodów i motocykli (1964)
- Świece zapłonowe (1966)
- Układy dolotowe silników spalinowych (1968, współautor: Tadeusz Środulski)[3]
- Zapłon elektryczny trakcyjnych silników spalinowych (1969)
- Silniki spalinowe z turbodoładowaniem (1970, współautor: Tadeusz Środulski)
- Pomiary i badania w laboratorium silników spalinowych: skrypt dla studentów wyższych szkół technicznych (1979)
- Kis ürtartalmu belsöégésü motorok (1980)
- Małe silniki spalinowe (1982)
- Wtrącenia niemetaliczne w stopach żelaza (1988)
- Badania samochodów, silników i zespołów produkcji FSC Starachowice (1989)

## Odznaczenia i wyróżnienia
- Krzyż Kawalerski Orderu Odrodzenia Polski
- Złoty Krzyż Zasługi
- Medal Komisji Edukacji Narodowej
- Odznaka tytułu honorowego „Zasłużony Nauczyciel Polskiej Rzeczypospolitej Ludowej”
- Honorowa Odznaka Politechniki Krakowskiej
- Złota Odznaka ZSP
- Złota Odznaka „Za pracę społeczną dla miasta Krakowa”
- Odznaka „Zasłużony dla Sanoka”